# Bachelorette Sverige
Bachelorette Sverige är en svensk dokusåpa där en kvinna ska välja ut sin livspartner genom att träffa olika män som blivit utvalda till programmet.
Programmet hade premiär våren 2011 på TV3 och återkom 2021 i TV4.
Bachelorette Sverige är en spinoff av Bachelor Sverige. Båda bygger på de amerikanska tv-programmen The Bachelor och The Bachelorette.

## Säsong 1 – 2010
Bachelorette 2010 var Frida Danielsson. Säsong 1 av Bachelorette Sverige hade säsongspremiär i mars 2010 med Johan Pråmell som programledare. Vinnare blev Christian Nicolaisen från Stockholm. Förhållandet höll en månad.

## Säsong 2 – 2021
Årets bachelorette var Julia Franzén, som tidigare också varit med i Expedition Robinson. Säsong 2 av Bachelorette Sverige hade säsongspremiär den 15 november 2021 med Malin Stenbäck som programledare. Under denna säsong deltar Felix Almsved som tidigare medverkat i Bachelor Sverige. Vinnare blev Jesper Guldbrandsen från Göteborg. I programmet "Vad hände sen" meddelade paret att de inte längre var tillsammans och då berättade Franzén även att hon ångrat sitt val och borde valt tvåan, Felix Almsved. 

## Säsong 3 – 2023
Årets bachelorette var Olivia Birgersson. Säsong 3 av Bachelorette Sverige hade säsongspremiär den 14 november 2023 med Malin Stenbäck som programledare och den sista rosceremonin sändes 22 december. I slutet valde Birgersson att ge sin sista ros till Adam Edgren. Den 1 september 2023 meddelade Birgersson och Edgren att de inte längre var ett par.

## Säsong 4 – 2024
Årets bachelorette var Sonja Livbom. Säsong 4 av Bachelorette Sverige hade säsongspremiär den 1 april 2024 med Edvin Törnblom som programledare och den sista rosceremonin sändes 6 juni.